# Мост Цзинчжоу
Мост Цзинчжоу (кит. 荆州长江大桥) — комбинированный мостовой переход через реку Янцзы, расположенный на территории городского округа Цзинчжоу; 28-й по длине основного пролёта вантовый мост в Китае. Является частью скоростной автодороги G55 Эрэн-Хото — Гуанчжоу.

## Характеристика
Мост соединяет северный берег с южным берегом реки Янцзы соответственно район Цзинчжоу с уездом Гунъань городского округа Цзинчжоу, пересекая остров на реке. Северный вантовый мост расположен на границе Цзинчжоу и Гунъань.
Длина мостового перехода — 8 841,6 м, в том числе вантовый мост 4 397,6 м. Мостовой переход представлен двумя секциями двухпилонных вантовых мостов через северный и южный проливы реки Янцзы, эстакадный переход по острову, вантовые мосты сменяется с двух сторон секциями балочной конструкции и двумя мостовыми подходами с обеих сторон. Длина основного пролёта северного вантового моста 500 м, южного — 305 м. Всего у секций балочной конструкции есть 9 основных пролётов по 151 м. Высота основных башенных опор северной секции — 210 м. Башенные опоры двух вантовых мостов имеют форму буквы Н. 
Имеет 6 полос движения (по три в обе стороны).
Единственный мост через реку Янцзы на территории городского округа Цзинчжоу. Также есть мост Цзинюэ расположенный на границе Цзинчжоу с городским округом Юэян.